# Тропілієвий іон
|                    |        |                   |
| структурна формула | модель | просторова модель |

Тропілієвий іон (англ. tropylium ion) — делокалізований карбенієвий іон циклогептатрієнілій С7Н7+, утворений формально відщепленням одного гідрид-йона від СН2-групи циклогепта-1,3,5-трієну, та його заміщені похідні.